# Advaita
La doctrina advaita (o Advaita Vedānta (/ʌðˈvaɪtə vɛˈðɑːntə/; en sánscrito: अद्वैत वेदान्त, lit. ''no secundidad'') es un sādhanā hindú, un camino de disciplina y experiencia espiritual, y la tradición existente más antigua de la escuela hindú ortodoxa Vedānta. El término Advaita (literalmente «no-secundidad», pero generalmente traducido como «no dualismo», y a menudo equiparado con el monismo) se refiere a la idea de que solo Brahman es en última instancia real, mientras que el mundo fenoménico transitorio es una apariencia ilusoria (maya) de Brahman. Según este punto de vista, (yiv)Ātman, el yo que experiencia, y Ātman-Brahman, el Yo más elevado y la Realidad Absoluta, son no-diferentes. El yivatman o yo individual es un mero reflejo o limitación del Ātman singular en una multitud de cuerpos individuales aparentes.
En la tradición Advaita, moksha (liberación del sufrimiento y el renacimiento) se alcanza mediante el reconocimiento de esta ilusoriedad del mundo fenoménico y la desidentificación del complejo cuerpo-mente y la noción de «estar haciendo», y mediante la adquisición de vidyā (conocimiento) de la verdadera identidad de uno como Atman-Brahman, conciencia auto-luminosa (svayam prakāśa) o conciencia-testigo (sakshi). Afirmaciones upanishádicas como Tat tvam asi, «eso eres», destruyen la ignorancia (avidyā) respecto a la verdadera identidad de uno al revelar que (yiv)Ātman no es diferente del Brahman inmortal. Mientras que el prominente erudito y maestro (acharya) védico del siglo VIII Adi Shankara enfatizó que, dado que Brahman está siempre presente, el conocimiento de Brahman es inmediato (súbito) y no requiere «acción», es decir, lucha o esfuerzo, la tradición Advaita también prescribe una elaborada práctica preparatoria, incluyendo la contemplación de los mahavakyas (es decir, «Los grandes proverbios de los Upanishads») y la aceptación del samadhi yóguico como medio para el conocimiento, planteando una paradoja que también es reconocida en otras disciplinas y tradiciones espirituales.
El filósofo indio Shankara (788-820) conformó esta doctrina a partir de las escrituras Upanishad (importantes textos hinduistas que reformaron la antigua religión védica y la convirtieron en el hinduismo actual) y los de su propio profesor Gaudapada.
Analiza los tres estados de la conciencia —el estado de vigilia, sueño y sueño profundo— y demuestra que el mundo tiene un carácter relativo. Establece entonces la verdad suprema de advaita: la no dualidad de la realidad. Brahman (la divinidad impersonal) y el atman (cada una de las almas individuales) son solo uno: todas las almas son Dios. El Brahman (Dios) es la única realidad del mundo. Aparte del Brahman, todo es falso: el universo, los objetos materiales y las personas. Bajo la influencia de la ilusión (maia), cada alma cree que es un cuerpo, que está separada de Dios y es diferente de él. Cuando el alma individual elimina el velo de maia, se da cuenta de la verdad: no hay diferencia entre ella y Dios.
Las teorías de Shankara fueron controvertidas desde el principio. La filosofía advaita es una de las filosofías hindúes más profundas y abstractas de la India, y aunque no es muy difundida en este subcontinente; probablemente es la más conocida de las doctrinas idealistas del vedanta, y una de las más conocidas en el occidente. Los vedantistas consideran que el Brahman se puede conocer como Saguna Brahman (Dios con cualidades) o Nirguna Brahman (Dios sin atributos). Creen que la actitud devota hacia el Saguna Brahman (como los dioses Vishnú, Shivá o Kalí; o Dattatreya u otro avatar particular de estos dioses) ayudan al alma a liberarse del velo de maia y descubrir la verdad final: Dios no tiene atributos ni cualidades.
El Advaita Vedanta igualmente durante los siglos XIX y XX daría origen a otras líneas o sistemas de enseñanzas denominadas Neo Vedanta (a partir de las enseñanzas de Ramakrishna difundidas por Swami Vivekananda) y Neo Advaita (a partir de las enseñanzas de Ramana Maharshi difundidas por Hari Vansh Lal Poonja). Sin embargo estos dos sistemas presentarían variaciones respecto a las enseñanzas tradicionales de Shankara que conforman el Advaita Vedanta propiamente tal.

## Adualidad (no dualidad)
La doctrina vedānta advaita promueve la existencia de un ser unido a la totalidad de seres existentes, hasta tal punto que no puede hablarse de relación entre los distintos seres, sino de unidad total con todo. Es la unión entre el sujeto que percibe y lo percibido.
La falsa apariencia de ser múltiple lo que en realidad es uno, es debido a la función mental de conceptualizar, que consiste en definir y para ello dividir en partes lo que no está dividido. Así, cuando la mente abandona el proceso de conceptualización, la realidad de ser uno se revela, sin dejar dudas, como un hecho puramente objetivo.
Ante la pregunta fundamental «¿quién soy yo?», la respuesta es la no conceptualización.
La expresión «Yo soy» seguida de silencio sugiere esta respuesta.

## Advaita moderno

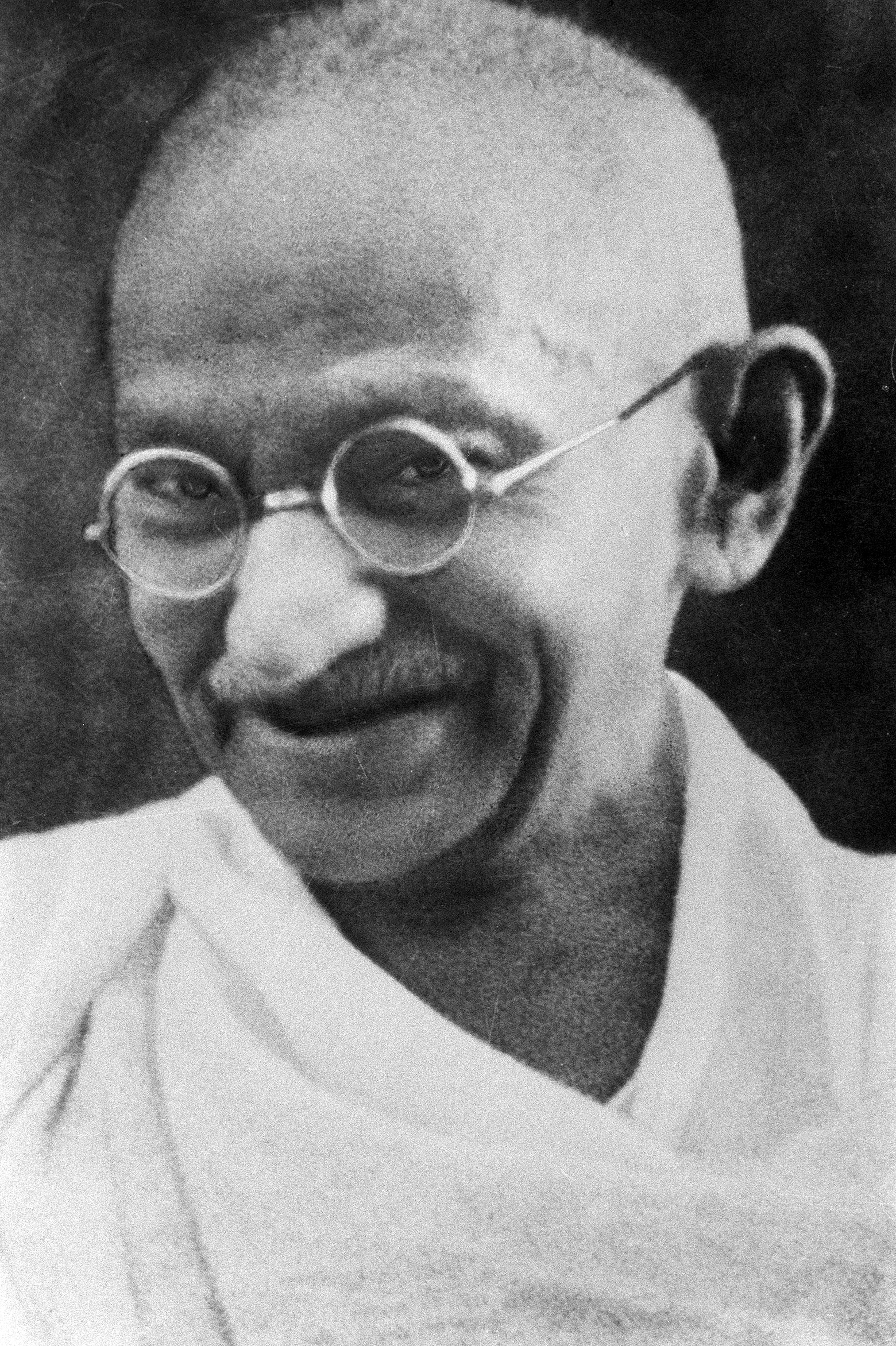
Mahatma Gandhideclaró: "Soy un advaitista."

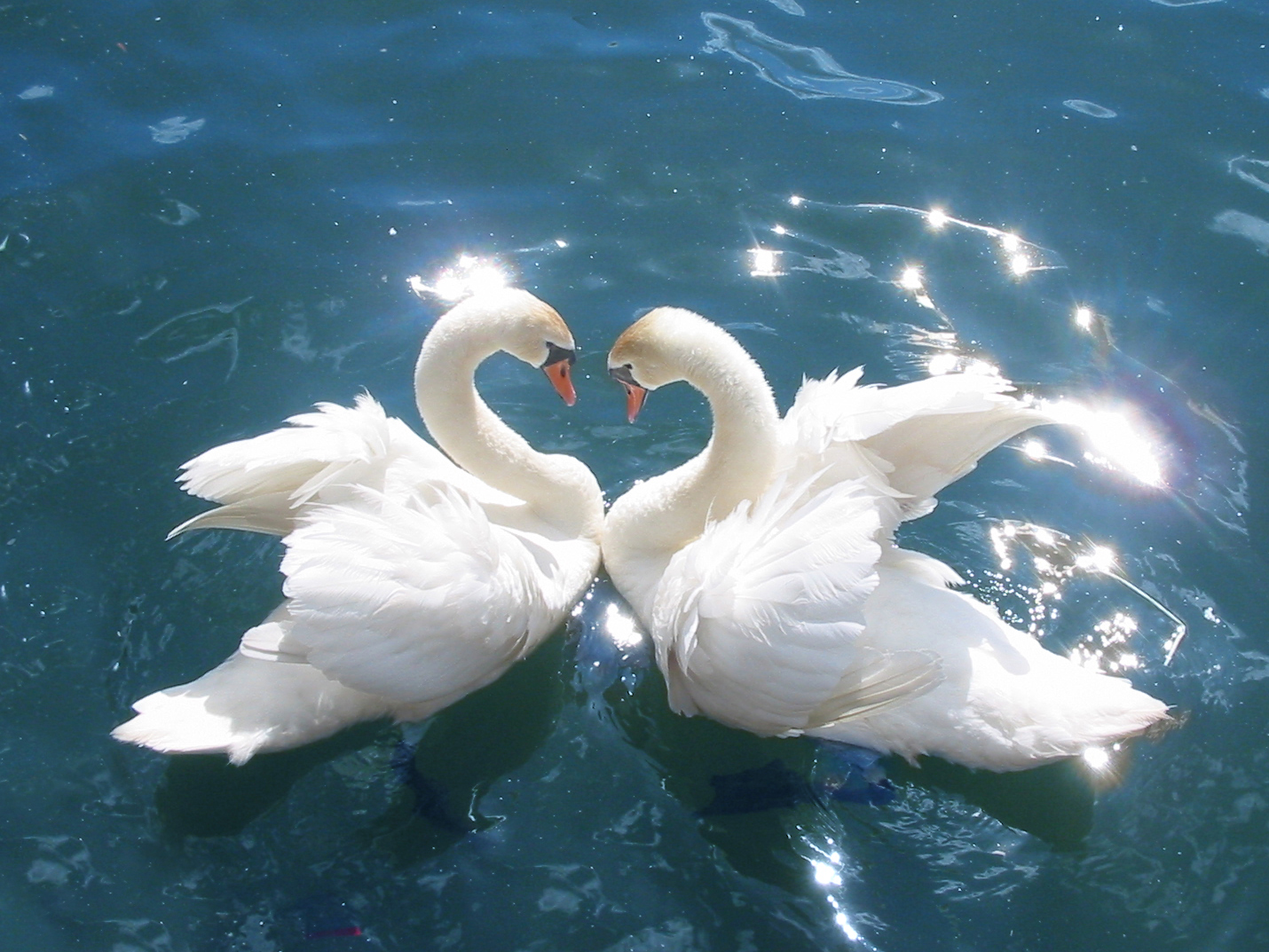
El cisne es un símbolo importante en las creencias advaitas. Puede moverse a través del agua sin mojar sus plumas; es simbólico del hombre iluminado que no es afectado por sucesos y cosas en el mundo.

Según King, con la consolidación del dominio imperialista británico, los nuevos gobernantes empezaron a ver a los indios a través de las «lentes coloniales» del orientalismo. En respuesta surgió el nacionalismo hindú, que luchaba por la independencia sociopolítica y por contrarrestar la influencia de los misioneros cristianos. Entre la intelectualidad de la época colonial, el monista Advaita Vedānta ha sido una fuerza ideológica importante para el nacionalismo hindú, e intelectuales hindúes formularon una respuesta «humanista e inclusivista», ahora llamada Neovedānta, intentando responder a este estereotipo colonial de «la cultura india [como] atrasada, supersticiosa e inferior a Occidente».
Debido a la influencia del Sarvadarśanasaṅgraha de Vidiarania, indólogos tempranos consideraban al Advaita Vedanta como la interpretación más exacta de los Upanishads. El Vedānta llegó a ser considerado, tanto por los occidentales como por los nacionalistas indios, como la esencia del hinduismo, y el Vedānta Advaita llegó a ser considerado «entonces ejemplo paradigmático de la naturaleza mística de la religión hindú» e imagen global del «inclusivismo». Pensadores indios de la época colonial, como Vivekananda, presentaron el Advaita Vedānta como una religión universal inclusiva, una espiritualidad que en parte ayudaba a organizar una identidad infundida por la religión. También contribuyó al auge del nacionalismo hindú como contrapeso a las organizaciones comunitarias musulmanas infundidas por el islam, como la Liga Musulmana, al orientalismo colonial infundido por el cristianismo y a la persecución religiosa de quienes pertenecían a religiones indias. El Neovedānta subsumió e incorporó ideas budistas, convirtiendo así a Buda en parte de la tradición Vedānta, todo ello en un intento de reposicionar la historia de la cultura india. Esta perspectiva sobre el Advaita Vedānta, según King, «brindó la oportunidad de construir una ideología nacionalista que pudiera unir a los hindúes en su lucha contra la opresión colonial».
Vivekananda discernía una religión universal, considerando todas las diferencias aparentes entre diversas tradiciones como diversas manifestaciones de una sola verdad. Vivekananda hizo hincapié en el samadhi nirvikalpa como objetivo espiritual del Vedānta, equiparándolo a la liberación en el Yoga, y fomentó la práctica del Yoga, que denominó Raja yoga. Con los esfuerzos de Vivekananda, las formulaciones modernas del Vedānta Advaita «se han convertido en una fuerza dominante en el pensamiento intelectual indio», si bien las creencias y prácticas hindúes son diversas.
Sarvepalli Radhakrishnan, primero profesor de la Universidad de Oxford y más tarde Presidente de la India, popularizó aún más el Advaita Vedānta, presentándolo como la esencia del hinduismo. Según Michael Hawley, Radhakrishnan veía otras religiones, así como «lo que Radhakrishnan entiende como formas inferiores del hinduismo», como interpretaciones del Advaita Vedānta, con lo que «en cierto sentido hinduizaba todas las religiones». La metafísica de Radhakrishnan se basaba en el Advaita Vedānta, pero reinterpretaba el Advaita Vedānta para las necesidades y el contexto contemporáneos.
Gandhi declaró su lealtad al Advaita Vedānta y fue otra fuerza popularizadora de sus ideas.
Los principales referentes del advaita en el siglo XX fueron:
- el religioso indio Ramana Maharshi (1879-1950);
- el religioso indio Swami Chinmaiananda (1916-1993) ―quien en 1953 empezó la organización Chinmaya Mission que ahora tiene más de 30 centros en todo el mundo―; y
- Nisargadatta (1897-1981), que escribió el libro I am that y fue el gurú de Ramesh Balsekar, el cual ha tenido influencia en la comprensión del advaita en Occidente, siendo el gurú de modernos maestros occidentales del advaita como el estadounidense Wayne Liquorman.

Esta rama de la doctrina advaita está introduciendo paulatinamente desde finales del siglo XX la comprensión del no dualismo en el corazón de Occidente, como ya se puede vislumbrar en el inicio del siglo XXI tanto en obras publicadas en diversos países occidentales, como en la aparición de escuelas de yoga en las que se ofrecen acercamientos a la meditación inspirada en la doctrina advaita.

## Semejanzas del advaita con otras religiones
El advaita vedanta tiene una gran afinidad con diversos movimientos en su aspecto más místico. Se encuentran resonancias con el zen, el sufismo, el taoísmo, el tantrismo, los místicos cristianos, etc.
Estas semejanzas se consideran naturales desde el advaita debido a que el no dualismo se aplica también a cualquier otra doctrina o mística, de modo que en lo más profundo de ellas resuena la unidad, una única verdad, tal como se presencia desde el advaita, donde todo forma parte del uno.

## Nulidad del tiempo
Para comprender bien el advaita es importante tener en consideración que la doctrina advaita aplica el no dualismo absolutamente a todo, incluyendo al mundo, a la consciencia, a las ideas (que según la doctrina advaita provienen de una única fuente) y al universo entero, tanto en su dimensión espacial como en la temporal.
Por lo tanto, en el advaita no sólo el espacio es una ilusión (maya), sino también el tiempo. El énfasis se hace en que «todo sucede aquí y ahora», pero no considerando el aquí-ahora de un modo literal, sino en un sentido atemporal y no espacial.

## El individuo no es el hacedor
Otro punto fundamental en el advaita es el que remarcó Ramana Maharshi acerca de que «el individuo no es el hacedor». El individuo como entidad independiente es considerado como una mera conceptualización: algo ilusorio. Por lo tanto, los actos que comúnmente se atribuyen al individuo no son sino obra de esa no dualidad, llamada frecuentemente ser, vida, unidad, conciencia o simplemente ―emulando al maestro Nisargadatta Maharaj― eso. Es la conciencia (o eso) quien realiza todas las acciones en el universo, incluidas las que son llevadas a cabo a través de individuos que creen ser independientes del resto.

## Textos clave
Los textos clave en la escuela vedānta son los llamados Prasthana Trayi (tres pruebas), textos canónicos que comprenden las Upanishad, el Bhagavad-guita y los Brahma-sutras. Son los auténticos clásicos de esta doctrina.
Igualmente entre otros textos tradicionales, destaca el Ioga-vásista,  Vivekacūḍāmaṇi, y el Ashtavakra Gita, entre otros.

### Otros textos
Más recientemente surgieron los valiosos textos que escribió Ramana Maharshi y el libro más conocido de Nisargadatta, Yo soy eso. Y finalmente han aparecido libros más enfocados al público occidental, sin el exceso de terminología hinduista habitual de las obras anteriores. Ejemplos de estos últimos son Habla la conciencia (de Ramesh Balsekar) y Lo que es (de Tony Parsons).